# Eparchie Segheneity
Die Eparchie Segheneity (lateinisch Eparchia Segheneitensis; Tigrinya ካቶሊካዊ ኤጳርቅና ሠገነይቲ Katolikkawi Ep̣arqǝna Śägänäyti) ist eine in Eritrea gelegene Eparchie der Eritreisch-Katholischen Kirche mit Sitz in Segheneytī.

## Geschichte
Die Eparchie Segheneity wurde am 24. Februar 2012 durch Papst Benedikt XVI. aus Gebietsabtretungen der Eparchie Asmara errichtet und der Erzeparchie Addis Abeba der äthiopisch-katholischen Kirche als Suffraganbistum unterstellt. Erster Bischof wurde Fikremariam Hagos Tsalim.
Mit der Errichtung der Eritreisch-Katholischen Kirche wurde die Eparchie am 19. Januar 2015 der Erzeparchie Asmara als Suffragan unterstellt.